# Club der roten Bänder
Club der roten Bänder (kurz CdrB) ist eine deutsche Dramedy-Fernsehserie, die vom 9. November 2015 bis zum 11. Dezember 2017 von VOX ausgestrahlt wurde. Die Reihe stellt den Alltag mehrerer Jugendlicher in einem Krankenhaus dar. Sie ist eine Adaption der katalanischen Serie Polseres vermelles und deren Buchvorlage Glücksgeheimnisse aus der gelben Welt, die auf den wahren Erlebnissen des Theater- und Drehbuchautors Albert Espinosa basiert.
Die Serie gewann unter anderem 2016 und 2017 als beste deutsche TV-Serie den Deutschen Fernsehpreis sowie den Jupiter-Award. Darüber hinaus wurde sie mit dem „International Emmy Kids Awards“ in der Kategorie „Series“ ausgezeichnet.
Am 14. Februar 2019 startete der Spielfilm mit dem Titel Club der roten Bänder – Wie alles begann in den deutschen Kinos. Er erzählt die Vorgeschichte der Serie.

## Handlung
Die Serie erzählt von der Freundschaft, die zwischen den jugendlichen Patienten des fiktiven Kölner Krankenhauses Albertus-Klinikum entsteht. Hauptsächlich dreht es sich um die Gruppe aus Leo, Jonas, Hugo, Emma, Alex und Toni, die sich zum Club der roten Bänder zusammenschließen. Die Teenager verbringen gemeinsam ihre Zeit auf der Kinder- und Jugendstation des Albertus-Klinikums und später in einem Haus an einem See. Gemeinsam kämpfen sie gegen ihre Krankheiten und meistern zusammen die Probleme des Erwachsenwerdens. Eine Besonderheit dieser Krankenhausserie ist, dass sie sich ausschließlich um die Patienten und nicht um die Ärzte dreht.

### Staffel 1
Zu Beginn der ersten Staffel befinden sich Leo, Emma und Hugo im Albertus-Klinikum in Köln. Als Leo einen neuen Bettnachbarn bekommt, möchte er einen Club gründen. Sein Krankenhausfreund und Mentor Benito hat ihm gesagt, dass man für einen richtigen Club sechs Leute braucht: einen Anführer (Leo), einen zweiten Anführer, der es wäre, wenn der erste Anführer nicht wäre (Jonas), einen Hübschen (Alex), einen Schlauen (Toni), das Mädchen (Emma) und den guten Geist (Hugo). Im Laufe der ersten Staffel stärken sich die Freunde untereinander und kümmern sich um Hugo, der seit zwei Jahren im Koma liegt. Hugo ist in seiner eigenen Zwischenwelt gefangen, er ist im Schwimmbad, wo er vom 10-Meter-Turm gesprungen ist. Alle Leute im Krankenhaus, die zwischen Leben und Tod schweben, kommen zu ihm. Toni ist der einzige, der mit ihm „funken“ kann. Als Leo die Diagnose Lungenkrebs bekommt, begleiten ihn seine Freunde immer abwechselnd zur Chemotherapie. Emma akzeptiert ihre Magersucht und nimmt zu, und Alex weiß noch immer nicht, was ihm fehlt. Einmal, als der ganze Club bei Hugo am Bett sitzt und für ihn singt, gibt er ein Zeichen der Besserung und singt im Unterbewusstsein mit. Als Alex endlich von seiner Diagnose erfährt und dass seine Überlebenschancen 50:50 sind, beschließt er, den Freunden nichts zu sagen. Er stirbt in der achten Folge der ersten Staffel. In der letzten Folge erwacht Hugo aus dem Koma.

## Figuren

### Hauptfiguren

#### Leonard „Leo“ Roland
Leonard „Leo“ Roland ist der Anführer des von ihm gegründeten Club der roten Bänder. Aufgrund einer Krebserkrankung musste ihm ein Bein amputiert werden. Er wird auch der „Veteran“ auf der Kinderstation genannt, da er seit langer Zeit auf der Kinderstation liegt und sich immer kämpferisch gegenüber seiner Krankheit zeigt. Mit seiner Schlagfertigkeit und viel Humor gelingt es ihm schnell, die unterschiedlichsten Persönlichkeiten der Kinderstation zusammenzubringen. Doch trotz seiner positiven Art fürchtet Leo immer, dass die Krankheit zurückkommen könnte. In einem „legendären“ Rollstuhlrennen im Dachgeschoss der Klinik besiegt er seinen Rivalen Ruben. Am Anfang der zweiten Staffel werden Leo und Emma ein Paar. Als sie entlassen wird und zum Studium nach Berlin geht, beendet er die Beziehung wieder. Kurz vor Leos Entlassung ergibt eine Routine-Untersuchung, dass der Krebs wieder da ist und in seiner Leber gestreut hat. Durch eine Biopsie wird die Diagnose bestätigt, seine Überlebenschance ist nur noch gering. Alex zeigt ihm virtuell, wie sein Leben ohne die Krankheit verlaufen wäre: Oberflächlich zwar glücklich, aber den von ihm geführten Club der roten Bänder hätte es nicht gegeben, den Mitgliedern und damit seinen Freunden würde es viel schlechter gehen. Nachdem eine letzte Therapie erfolglos blieb, wird er entlassen. Von seinem „Mentor“ Benito hat Leo ein Haus an einem See geerbt, wo er mit den Freunden vom Club seine letzten Tage verbringt. Kurz vor seinem Tod unternimmt er mit jedem seiner Freunde eine virtuelle „Reise“, in der sie auf den gesunden Leo treffen, und so von ihm Abschied nehmen können. Mit Alex bespricht er sich zudem am See; zusammen wohnen sie Leos Beerdigung bei, bei der Jonas die von Hugo verfasste Trauerrede hält.

#### Jonas Neumann
Jonas Till Neumann ist der zweite Anführer im Club der roten Bänder. Ihm wird im Laufe der ersten Staffel ebenfalls wie seinem Zimmergenosse Leo aufgrund einer Krebserkrankung ein Bein amputiert. Jonas ist freundlich und zurückhaltender als Leo, er kann aber auch stur und hartnäckig sein. Er lernt im Krankenhaus für die Schule. Im Laufe der ersten Staffel entwickelt Jonas Gefühle für Emma und die beiden kommen zusammen. Die Beziehung zu Leo wird damit allerdings auf die Probe gestellt, da Leo ebenfalls Gefühle für Emma hat. Am Ende der Staffel trennen sie sich. In der zweiten Staffel wird er entlassen und kehrt zu seiner Mutter nach Dortmund zurück. Dort lernt er am Skatepark Laura kennen, der er seine Krankheitsgeschichte erzählt. Als beide mit Freunden am See sind, bemerkt Jonas beim Ausziehen seines T-Shirts, dass sich ein Knoten unter seinem Arm gebildet hat. Er verschließt sich und verweigert sich auch Kontaktaufnahmen der Clubmitglieder. Schließlich vertraut er sich seiner Mutter an und zusammen fahren sie wieder ins Krankenhaus. Dort prügelt er sich mit Leo, versöhnt sich aber wieder mit ihm. Bei der folgenden Operation stellt sich der neue Tumor als gutartig heraus. Er verliebt sich in seine Schwimmtrainerin, welche die Beziehung aber wegen des großen Altersunterschiedes nicht zulässt. Nach dem Tod Leos gewinnt Jonas bei den Paralympics mit seiner Staffel eine Medaille.

#### Emma Wolfshagen
Emma Wolfshagen ist das einzige Mädchen im Club der roten Bänder. Sie liegt seit langer Zeit in der Kinderstation, da sie an Magersucht leidet. Deshalb fühlt sie sich unattraktiv und hat Schwierigkeiten, Entscheidungen zu treffen. In der ersten Staffel kommt sie Jonas näher und beide werden ein Paar. Am Ende der Staffel wird sie entlassen, besucht jedoch zu Beginn der zweiten Staffel zunächst täglich ihre Freunde im Krankenhaus. Währenddessen werden Leo und sie ein Paar. Nachdem Emma eine Zusage für eine Ausbildung in Berlin bekommt, beendet Leo die Beziehung, um ihr nicht im Weg zu stehen. Emma zieht nach Berlin in eine WG und kommt dort mit ihrem neuen Mitbewohner Viktor zusammen. Während eines Besuchs mit Viktor in Köln erleidet sie eine Panikattacke und wird wieder ins Krankenhaus eingeliefert, wo die Ärzte feststellen, dass die Krankheit zurück ist, was sie aber nicht wahrhaben will. Erst Kim bringt sie zur Vernunft und sie schließt sich wieder dem Club an. Emma und Leo werden wieder ein Paar. Sie sucht verzweifelt nach Mitteln, um Leos Leben noch zu retten, sieht dann aber ein, dass es das Beste ist, nur für ihn da zu sein.

#### Alexander „Alex“ Breidtbach
Alexander „Alex“ Breidtbach nimmt im Club der roten Bänder die Rolle des Hübschen ein. Er litt an einer schweren Herzerkrankung, die zunächst lange nicht geklärt werden konnte. Alex stirbt in der achten Folge der ersten Staffel bei einer riskanten Herzoperation. Ab der zweiten Staffel erscheint er den anderen Clubmitgliedern, die je 20 Prozent seines Lebens unter sich verteilt haben, als „Geist“ und gibt ihnen Ratschläge. Er ermöglicht es Leo, auf virtuelle Weise das Leben kennenzulernen, das dieser ohne seine Krankheit gehabt hätte.

#### Anton „Toni“ Vogel
Anton „Toni“ Vogel nimmt im Club der roten Bänder die Rolle des Schlauen ein. Toni hatte einen Moped-Unfall und kommt mit zwei Beinbrüchen und weiteren Verletzungen auf die Kinder- und Jugendstation des Krankenhauses. Toni hat eine leichte Form von Autismus, das Asperger-Syndrom. Er lebt mit seinem Großvater zusammen. Während Hugo im Koma lag, war Toni der einzige, der mit ihm kommunizieren konnte. Zu Beginn der zweiten Staffel sind seine Brüche und Verletzungen ausgeheilt. Da er aber seine Freunde nicht verlassen möchte, wird er Pflegepraktikant auf der Station. Er versucht, die Freundschaft unter den Clubmitgliedern zu erneuern, wobei er einige Enttäuschungen erlebt. Schließlich hat er die Idee, mit dem ganzen Club im Auto des verstorbenen Benito ans Meer zu fahren, damit Leo dort dessen Asche verstreuen kann. In der Klinik freundet er sich mit Valerie an, die das Tourette-Syndrom hat. Er überwindet seine Angst aus der Kindheit vor tiefem Wasser und lernt schwimmen.

#### Hugo Krüger
Hugo Krüger nimmt im Club der roten Bänder die Rolle des guten Geistes ein. Er liegt zu Beginn der ersten Staffel bereits zwei Jahre im Koma, nachdem er im Schwimmbad vom 10-Meter-Turm stürzte. Im Koma bekommt Hugo mit, was in seiner Umgebung und im Krankenhaus passiert. So kommentiert er die Geschehnisse aus dem Off. In der letzten Folge der ersten Staffel erwacht Hugo aus dem Koma, nachdem seine Freunde alle gemeinsam ein Lied für ihn gesungen haben. In der zweiten Staffel bessert sich sein Zustand sukzessive, auch wenn er das Sprechen und das Bewegen der Gliedmaßen neu erlernen muss. Er hilft Sara, aus dem Koma zu erwachen. Schließlich lernt er auch das Laufen wieder. Zu seiner Entlassung wird ein Abschiedsfest auf dem Basketballplatz der Klinik gefeiert, wo alle Clubmitglieder wieder zusammentreffen. In der Schule wird Hugo von Maik gemobbt, später wird er sein Freund. Hugo schreibt die Geschichte des Clubs der roten Bänder auf; nach Leos Tod wird sie als Roman veröffentlicht.

## Besetzung

### Hauptbesetzung

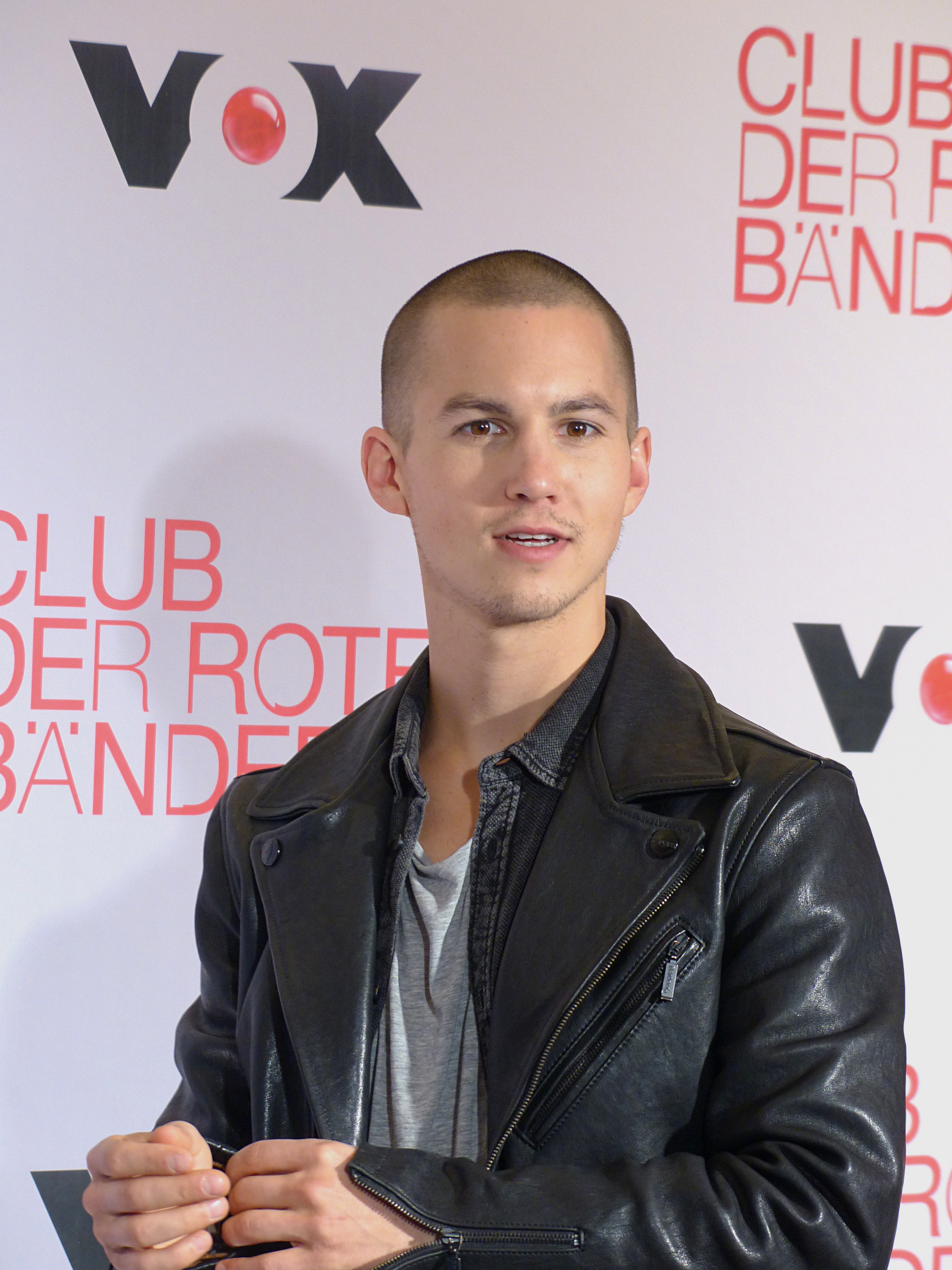
Tim Oliver Schultz (2016)
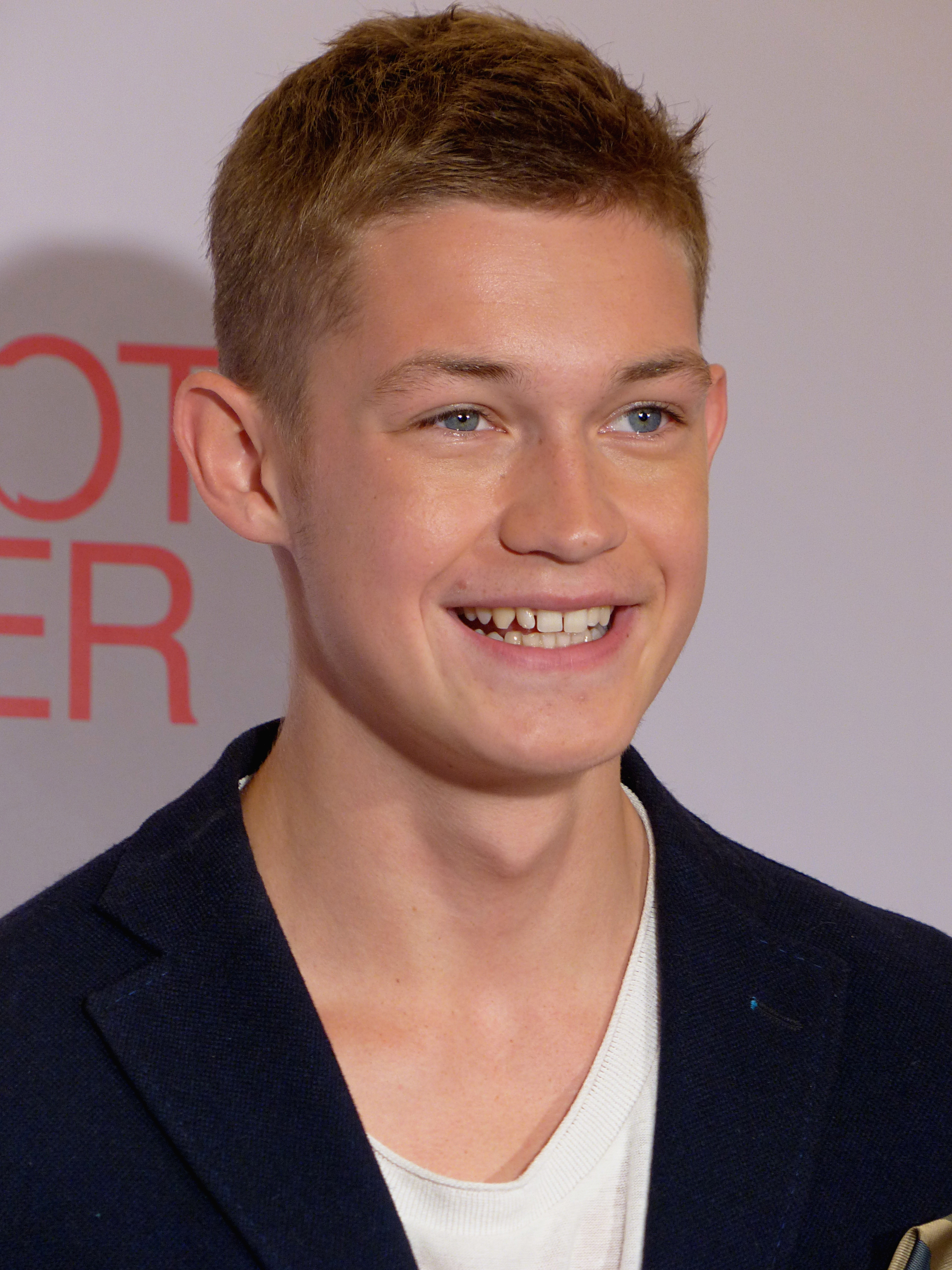
Damian Hardung (2016)
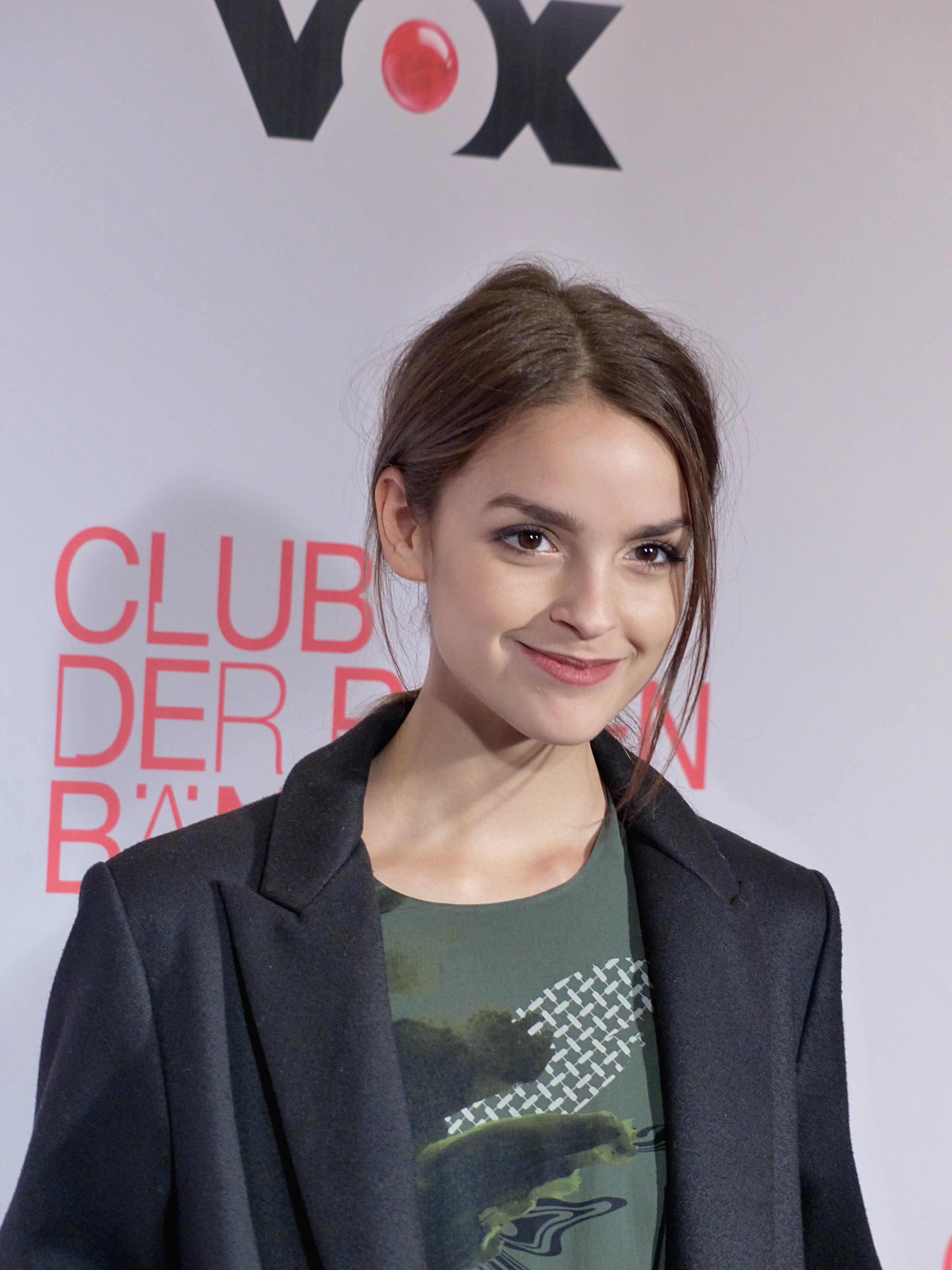
Luise Befort (2016)
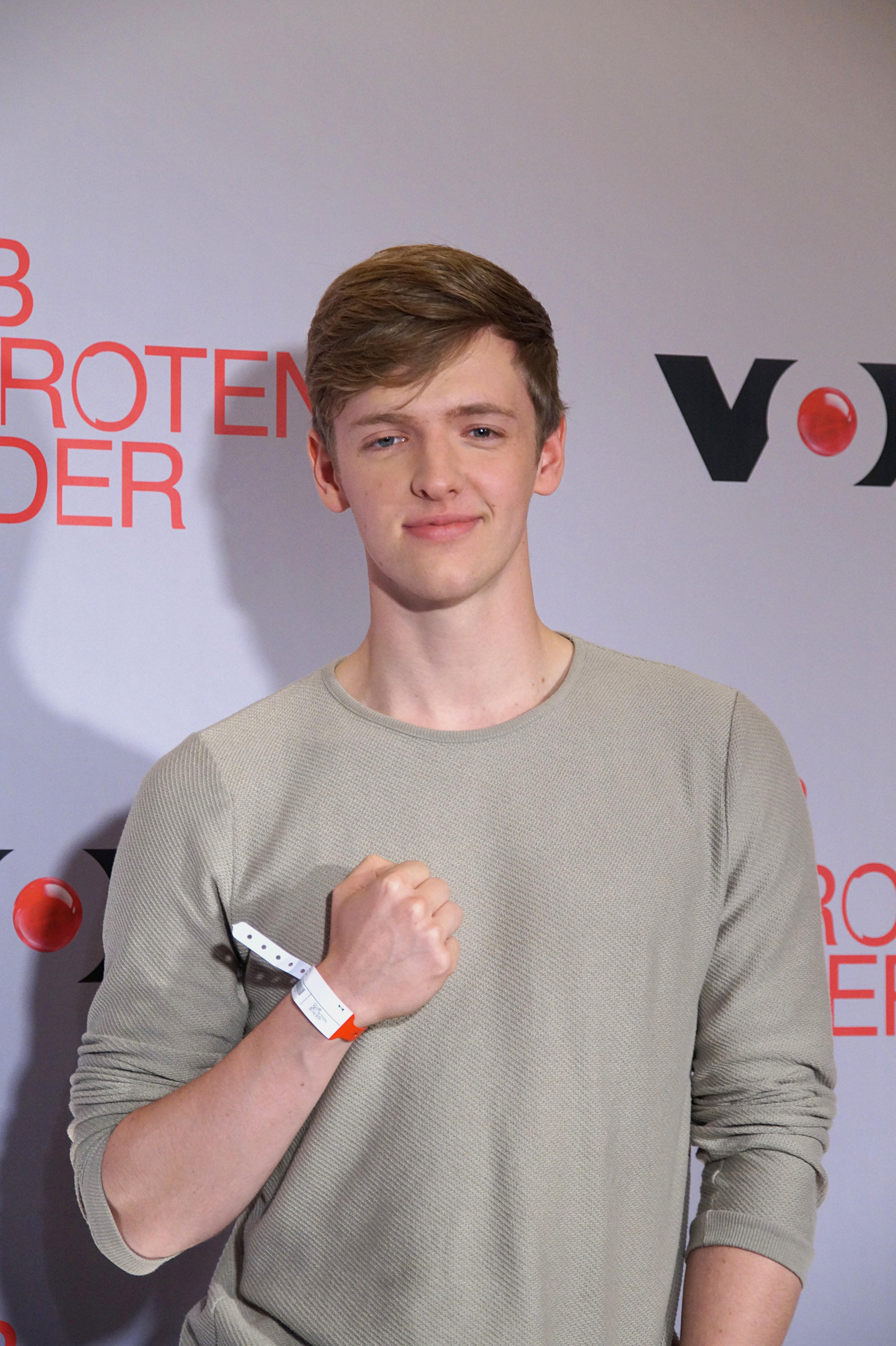
Timur Bartels (2016)
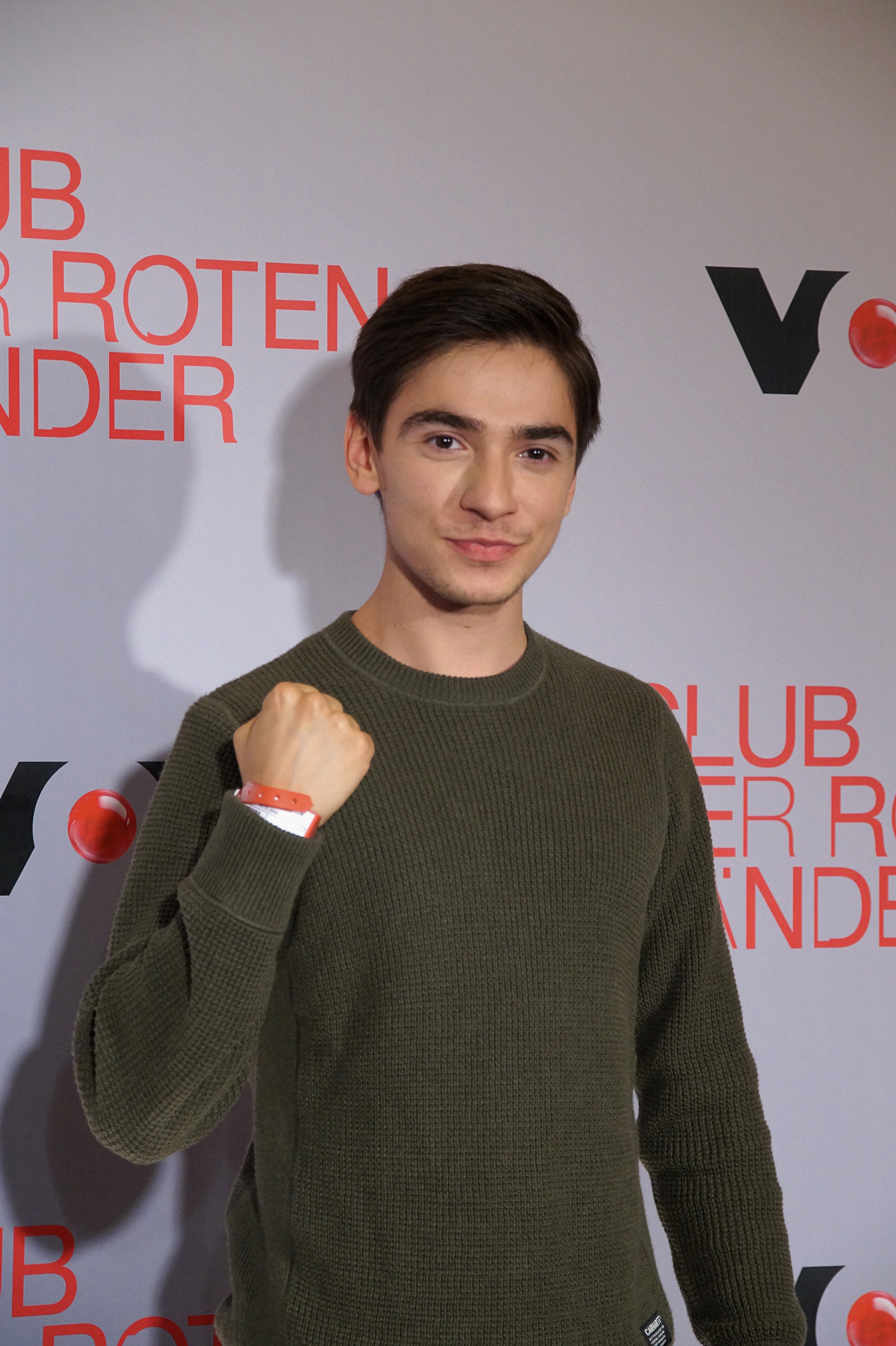
Ivo Kortlang (2016)
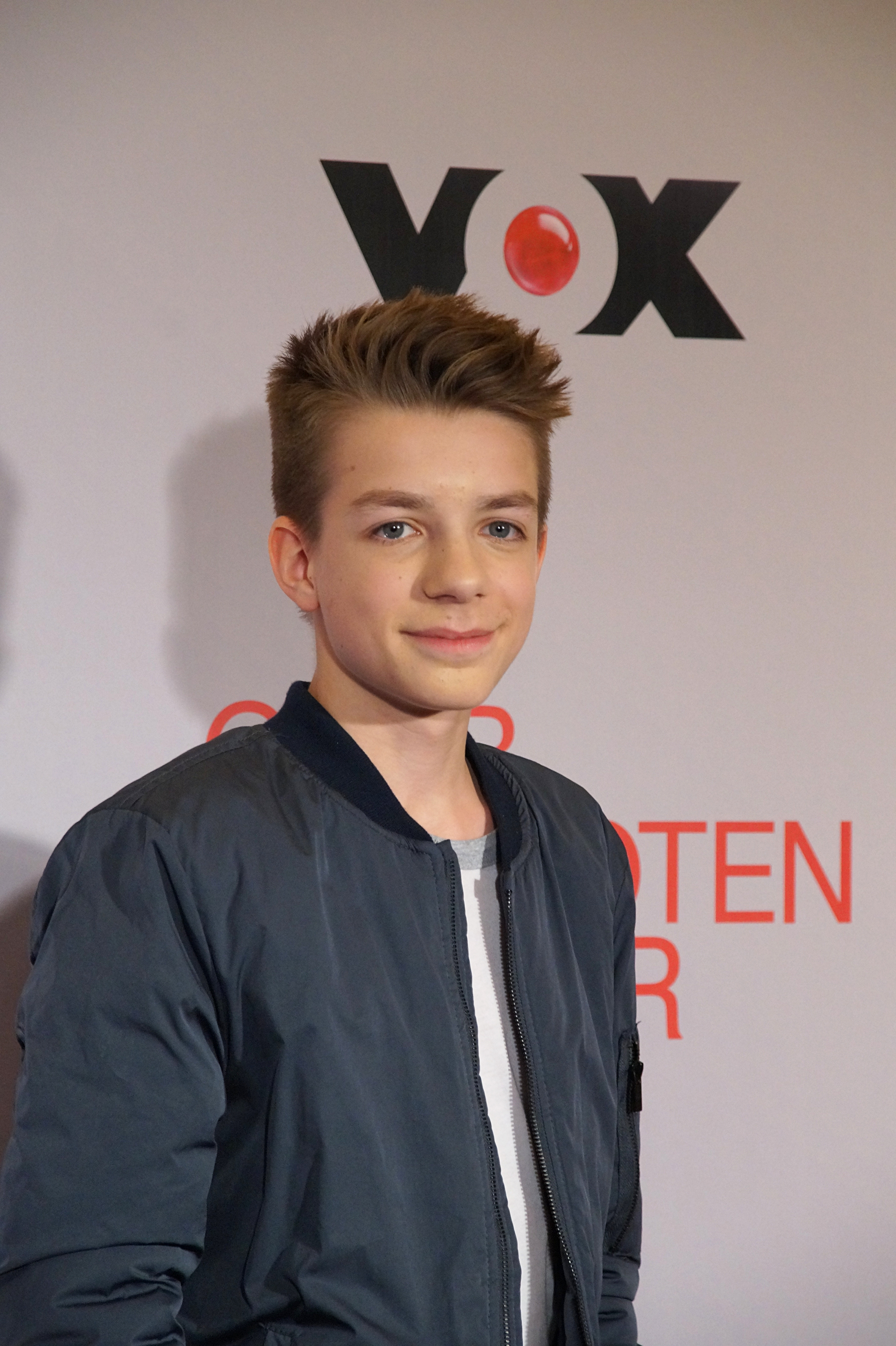
Nick Julius Schuck (2016)

| Rolle                       | Schauspieler       | Staffel | Folgen         | Rolle im Club         | Bemerkungen                                                                             |
| --------------------------- | ------------------ | ------- | -------------- | --------------------- | --------------------------------------------------------------------------------------- |
| Leo Roland                  | Tim Oliver Schultz | 1–3     | 1–30           | „der Anführer“        | Freund von Emma, Bruder von Tabea, Onkel von Hanna, stirbt                              |
| Jonas Neumann               | Damian Hardung     | 1–3     | 1–30           | „der zweite Anführer“ | Ex-Freund von Emma                                                                      |
| Emma Wolfshagen             | Luise Befort       | 1–3     | 1–30           | „das Mädchen“         | Freundin von Leo, Ex-Freundin von Jonas und Victor                                      |
| Alexander „Alex“ Breidtbach | Timur Bartels      | 1–3     | 1–8, 11–28, 30 | „der Hübsche“         | stirbt, tritt dann als „Geist“ auf                                                      |
| Hugo Krüger                 | Nick Julius Schuck | 1–3     | 1–30           | „der gute Geist“      | Chronist des Clubs                                                                      |
| Anton „Toni“ Vogel          | Ivo Kortlang       | 1–3     | 2–30           | „der Schlaue“         | Autist, seit seiner Entlassung aus dem Krankenhaus Pflegepraktikant, Freund von Valerie |

Anmerkungen
1. ↑  Tritt nicht in Folge 9, 10 und 29 auf, jedoch wird er in der ganzen Serie als Hauptdarsteller geführt.
2. ↑  Wird seit Folge 1 als Hauptdarsteller geführt, tritt jedoch erst ab Folge 2 auf.

### Nebenbesetzung
Schauspieler, die eine wiederkehrende Nebenrolle spielen. Sortiert nach Folgenauftritt.
| Rolle                         | Schauspieler            | Staffel | Folgen                                 | Bemerkungen                                                                      |
| ----------------------------- | ----------------------- | ------- | -------------------------------------- | -------------------------------------------------------------------------------- |
| Krankenhauspersonal           |                         |         |                                        |                                                                                  |
| Prof. Dr. Reusch              | Julia Grafflage         | 1–3     | 1–6, 8–26, 29–30                       | Oberärztin in der Kinder- und Jugendstation                                      |
| Deniz alias „Dietz“           | Sahin Eryilmaz          | 1–3     | 1–2, 4–6, 8–9, 11–28, 30               | Krankenpfleger                                                                   |
| Svenja                        | Larissa Aimée Breidbach | 1–2     | 1–2, 11, 19                            | Krankenschwester                                                                 |
| Silke                         | Phillis Dayanir         | 1–3     | 2–3, 6, 10–11, 17–18, 30               | Krankenschwester                                                                 |
| Dr. Hein                      | Jonas Baeck             | 1–3     | 2–3, 8–9, 11–18, 20–26, 29–30          | Assistenzarzt in der Kinder- und Jugendstation                                   |
| Dr. Seckendorff               | Rainer Laupichler       | 1–2     | 4, 11, 17                              | Oberarzt in der Kinder- und Jugendstation                                        |
| Dr. Gustl                     | Julia Doege             | 1–2     | 5, 10, 16, 18–19                       | Ärztin von Emma                                                                  |
| Dr. Wendtland                 | Folker Banik            | 1       | 7–9                                    | Arzt in der Herzchirurgie                                                        |
| Patienten                     |                         |         |                                        |                                                                                  |
| Benito König                  | Matthias Brenner        | 1–2     | 1–13, 15–18, 20                        | Leos Mentor, stirbt                                                              |
| Rudi                          | Rolf Berg               | 1–3     | 3, 5–7, 9–12, 18–19, 22, 24–26, 30     | Benitos Zimmergenosse                                                            |
| Ruben                         | Dominik Buch            | 1–3     | 5–7, 12, 21–22, 25–26, 30              | Patient, Leos Rivale (St. 1)                                                     |
| Olga                          | Julia Jendroßek         | 1–2     | 5–7, 15                                | Emmas Zimmergenossin (St. 1), Praktikantin in Berlin (St. 2)                     |
| Finn Kruse                    | Max Jakoby              | 2       | 13–19                                  | hat Leukämie                                                                     |
| Luis Wieland                  | Jonathan Jakobsson      | 2       | 13–14                                  | Finns Zimmergenosse, hatte Lymphdrüsenkrebs, stirbt                              |
| Sara Winter                   | Luna Maxeiner           | 2–3     | 13, 15–19, 25                          | Sussis Zimmergenossin                                                            |
| Susanna „Sussi“ Lilienthal    | Fleur Julie MacLaine    | 2–3     | 13, 15–17, 19, 25                      | Saras Zimmergenossin                                                             |
| Kim                           | Nele Schepe             | 2–3     | 15–20, 22                              | Leos Mitpatientin, hat Brustkrebs, Schwester von Daniel                          |
| Valerie                       | Amber Bongard           | 3       | 23–26, 28, 30                          | Patientin, leidet am Tourette-Syndrom, Freundin von Toni, Ex-Freundin von Sascha |
| Familie, Freunde und Sonstige |                         |         |                                        |                                                                                  |
| Matthias Breidtbach           | Andreas Guenther        | 1       | 1–4, 6–9                               | Alex’ Vater                                                                      |
| Marvin                        | Rouven David Israel     | 1, 3    | 1–4, 8, 30                             | Alex’ Schulkamerad                                                               |
| Sabine Krüger                 | Stephanie Kämmer        | 1–3     | 1–2, 4, 8–17, 19–28, 30                | Hugos Mutter, Clown in der Kinder- und Jugendstation                             |
| Sebastian Neumann             | Jens Kipper             | 1–3     | 1–2, 5, 7, 9, 13, 15, 19, 24, 30       | Jonas’ Vater                                                                     |
| Anne Neumann                  | Alexandra Schalaudek    | 1–3     | 1–2, 5, 9, 11, 13, 15–19, 21, 30       | Jonas’ Mutter                                                                    |
| Tabea Roland                  | Julie Stark             | 1–3     | 1–2, 7–10, 13, 15–16, 20–26, 29–30     | Leos Schwester, Ex-Freundin von Mark, Mutter von Hanna                           |
| Charlotte Breidtbach          | Anna von Haebler        | 1       | 2–4, 6–9                               | Alex’ Stiefmutter                                                                |
| Karl Vogel                    | Dieter Schaad           | 1–3     | 2–4, 11–16, 25–26, 30                  | Tonis Opa                                                                        |
| Christine Wolfshagen          | Alice Gruia             | 1–3     | 2, 9, 11–12, 16–17, 19, 21, 23, 26, 30 | Emmas Mutter                                                                     |
| Laura                         | Nicole Mercedes Müller  | 2       | 14–15, 17                              | Bekanntschaft von Jonas                                                          |
| Victor                        | Lucas Reiber            | 2       | 14–19                                  | Emmas Ex-Freund in Berlin                                                        |
| Iris                          | Isabell Polak           | 3       | 21–30                                  | Rettungssanitäterin, Schwimmtrainerin der Paralympioniken (mit Jonas)            |
| Maik                          | Marvin Jones            | 3       | 22–25, 28–29                           | Hugos Mitschüler                                                                 |
|                               | Katharina Palm          | 3       | 22–24, 30                              | Hugos Lehrerin                                                                   |
| Tobias Pollap                 | Tobias Pollap           | 3       | 23–24, 26, 28, 30                      | Paralympionik, spielt sich selbst                                                |
| Herr Roland                   | Jürgen Hartmann         | 3       | 25, 29–30                              | Barkeeper, Tabeas und Leos Vater, Hannas Großvater                               |

Anmerkungen
1. ↑  nur Stimme
2. ↑  in Folge 30 auf einem Foto zu sehen
3. ↑  in den Folgen 23 und 24 nur im Hintergrund zu sehen, in Folge 30 auf einem Foto

### Gastauftritte
Schauspieler, die in einer Folge oder in mehreren Folgen eine Gastrolle spielen.
| Rolle           | Schauspieler            | Folge         | Bemerkungen                                           |
| --------------- | ----------------------- | ------------- | ----------------------------------------------------- |
|                 | Enno Kalisch            | 1             | Krankenhauslehrer                                     |
|                 | Marion Hecker-Hoffmann  | 1, 3          | Empfangskraft                                         |
| Biskit          | Marc Justin Marsiglia   | 1–2           | Jonas’ Freund                                         |
|                 | Nikita Wokurka          | 1–2, 14–16    | Jonas’ Freund                                         |
|                 | Funda Rosenland         | 1–2           | Krankenschwester                                      |
| Silke           | Lena Markwald           | 2             | Krankenschwester                                      |
| Herr Kramer     | Dirk Ossig              | 2, 4          | Gutachter                                             |
|                 | Jörg Reichlin           | 3             | Patient, Spieler beim Glücksspieltreffen              |
| Patrizia        | Tanja Halle             | 3, 5          | Krankenschwester                                      |
| Herr Katosius   | Daniel Drewes           | 4             | Vater von Tonis Zimmergenosse Oskar                   |
|                 | Markus Berger           | 4             | Chemo-Patient                                         |
|                 | Nele Kiper              | 4, 10         | Krankenschwester                                      |
|                 | Moritz Heidelbach       | 5             | Arzt von Benito                                       |
| Dennis          | Fabian Lichottka        | 5–6, 22       | Patient, Kumpel von Ruben                             |
| Dr. Kussmann    | Nikolai Knackmuss       | 6             | Arzt von Luke                                         |
| Luke            | Edon Rexhepi            | 6             | Tonis Zimmergenosse                                   |
|                 | Julia Schmitt           | 6, 18         | Krankenschwester                                      |
|                 | Raiko Küster            | 7             | Orthopäde                                             |
|                 | Gabriele Schulze        | 7             | Patientin, Pokerspielerin                             |
|                 | Manfred Böll            | 7             | Patient, Pokerspieler                                 |
|                 | Dorothee Föllmer        | 8, 10         | Physiotherapeutin von Leo und Benito                  |
| Mark            | Lars Dickel             | 8–9           | Tabeas Ex-Freund, Hannas Vater                        |
| Pfleger Paul    | Benedikt Hahn           | 9             | Krankenpfleger                                        |
|                 | Johannes Heinrichs      | 12            | Bufdi                                                 |
|                 | Thomas Schmuckert       | 12, 16        | Arzt von Tonis Opa Karl Vogel                         |
| Lena            | Victoria Mercedes Rolle | 13, 15–17, 19 | Patientin vom Mini-Club, hat Leukämie                 |
| Frau Kruse      | Caro Scrimali           | 13, 18        | Finns Mutter                                          |
| Herr Vandenberg | Dirk Martens            | 14            | Naturheiler                                           |
| Frau Wieland    | Christina Hecke         | 14            | Luis’ Mutter                                          |
| Herr Wieland    | Robert Oschatz          | 14            | Luis’ Vater                                           |
| Pablo           | Jakob Graf              | 14            | WG-Mitbewohner von Emma                               |
| Anna            | Anni C. Salander        | 14            | WG-Mitbewohnerin von Emma                             |
| Christina       | Cristina do Rego        | 14–15         | WG-Mitbewohnerin von Emma                             |
| Daniel          | Daniel Kremner          | 15, 18        | Kims Bruder                                           |
| Frau Winter     | Annika Schilling        | 17            | Saras Mutter                                          |
| Herr Winter     | Fredrik Jan Hofmann     | 17            | Saras Vater                                           |
| Dr. Schaefer    | Piet Fuchs              | 18            | Arzt vor Benitos OP                                   |
|                 | Antje Mairich           | 18            | Krankenschwester                                      |
| Micki           | Jonathan Berlin         | 18            | Patient, leidet an Magersucht                         |
| Marie Faber     | Nicole Heesters         | 19            | Mitarbeiterin einer Brustkrebsstiftung                |
| Carla           | Vita Tepel              | 20            | Leos Freundin in Leos Alternativleben                 |
| Rafael          | Jürgen Rißmann          | 20            | Benitos Bruder                                        |
| Marcel          | David Hürten            | 20            | Leos Freund in Leos Alternativleben                   |
| Max             | Moritz Klaus            | 20            | Jonas’ Zimmergenosse in Leos Alternativleben          |
|                 | Jan Liem                | 21            | Polizist                                              |
|                 | David Bredin            | 21            | Partyveranstalter                                     |
|                 | Denis Schmidt           | 21            | Barkeeper                                             |
| Frau Kröger     | Nicola Gründel          | 22            | Notarin, Vertreterin des Nachlassgerichts             |
|                 | Silke Natho             | 22            | Rubens Mutter                                         |
|                 | Matthias van den Berg   | 22            | Rubens Vater                                          |
| Simon           | Bruno Alexander         | 23            | Patient, Leos Zimmergenosse, kommt in die Psychiatrie |
| Sascha Wagner   | Marvin Linke            | 24–25         | Valeries Ex-Freund                                    |
|                 | Stefko Hanushevsky      | 26            | Hospizleiter                                          |
|                 | Gwentsche Kollewijn     | 26            | Patientin im Kinder- und Jugendhospiz                 |
| Manuel          | Andreas Patton          | 27            | alter Freund von Benito, Nachbar von Benito           |
| Nina            | Viven Mahler            | 27            | alte Freundin von Benito                              |
|                 | Stefan Lampadius        | 28            | Bestatter                                             |
|                 | Cornelia Heyse          | 28            | Tänzerin im Tanzclub                                  |
| Benjamin        | Peter Eberst            | 28            | neuer Schwimmtrainer                                  |
|                 | Martin Aselmann         | 29            | Notarzt                                               |
|                 | Pierre Shrady           | 29            | Arzt auf der Intensivstation                          |
|                 | Ben Nicolas Behrend     | 30            | Kind im Kinderschwimmteam                             |
|                 | Caemon van Erp          | 30            | Kind im Kinderschwimmteam                             |

## Produktion

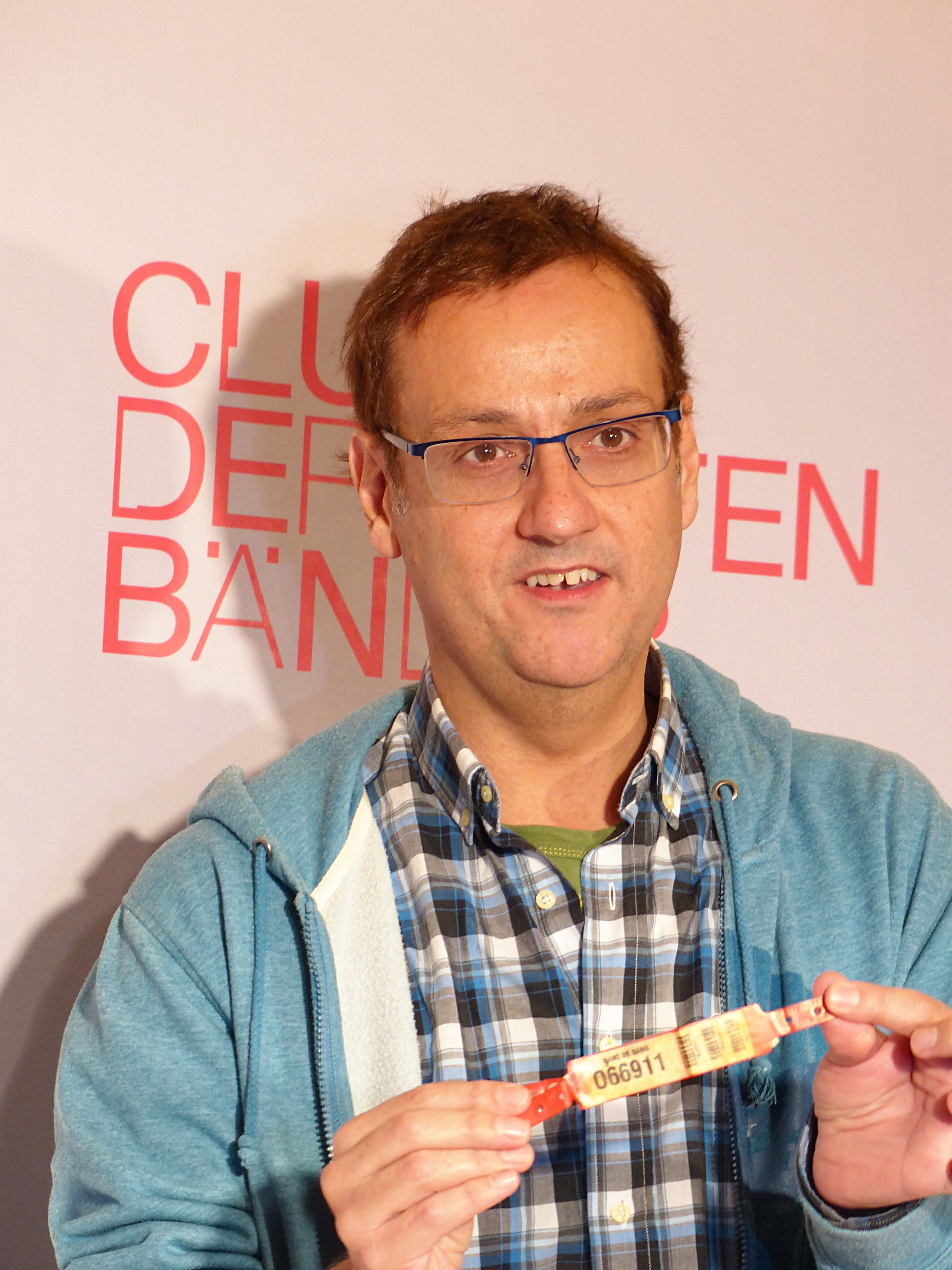
Albert Espinosa bei der Preview der 2. Staffel „Club der roten Bänder“, Oktober 2016.

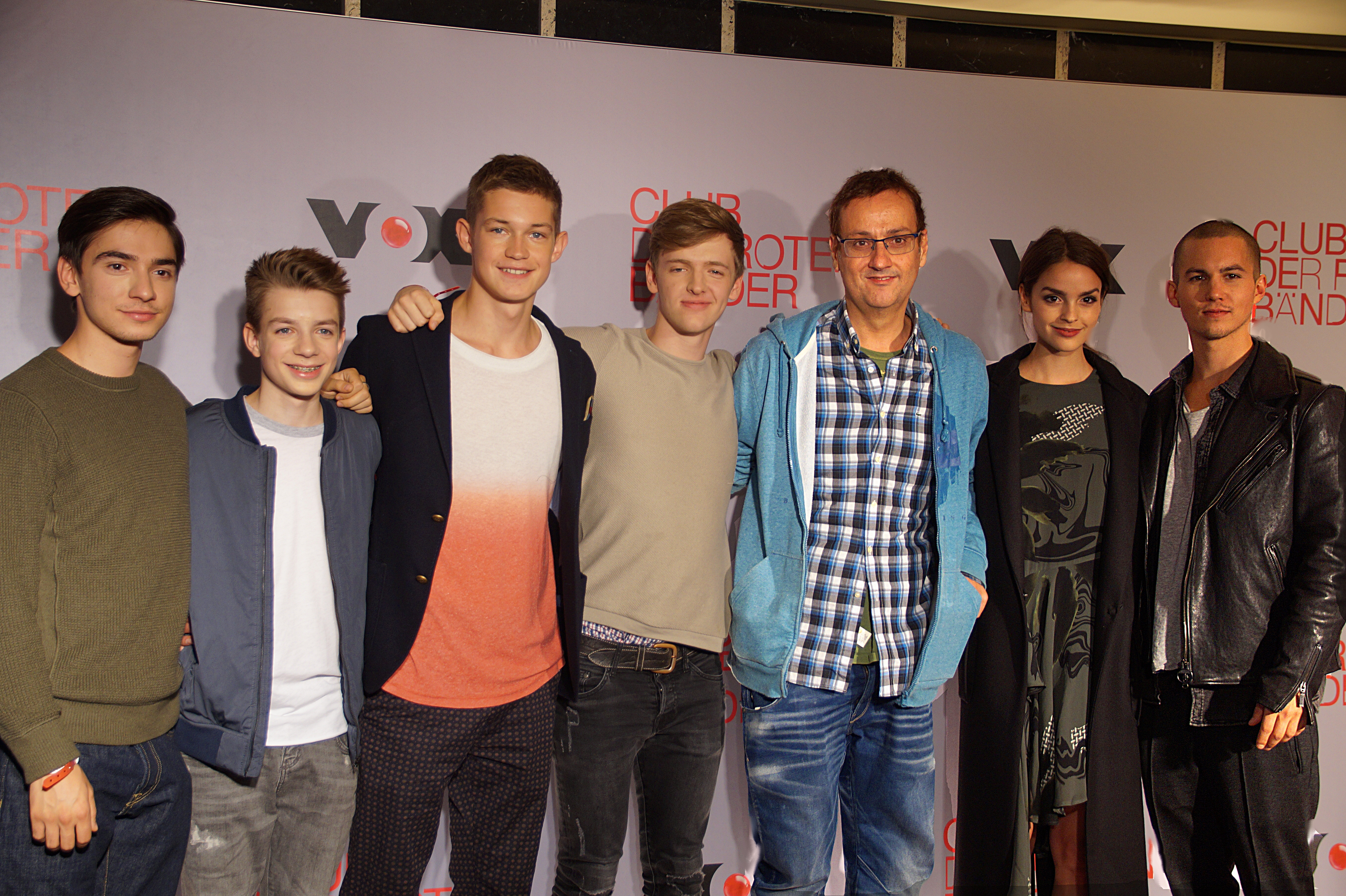
Die „Club der roten Bänder“-Schauspieler mit Albert Espinosa bei der Preview der 2. Staffel, Oktober 2016.

### Entstehungsgeschichte
Die Serie beruht auf dem Bestseller Glücksgeheimnisse aus der gelben Welt von Albert Espinosa. Das Buch enthält Espinosas autobiographische Schilderungen seiner Zeit als jugendlicher Krebspatient: Mehr als zehn Jahre lang ist er immer wieder im Krankenhaus gewesen. Genau wie zwei der Hauptfiguren aus Club der roten Bänder ist ihm dabei ein Bein abgenommen worden. Die Figuren der Serie basieren auf den Freundschaften, die er in dieser Zeit geknüpft hat.
Als Drehbuchautor und Co-Produzent brachte Espinosa die Geschichte mit der Serie Polseres vermelles im Jahr 2011 ins spanische Fernsehen – mit großem Erfolg. Die Serie wurde in über 13 Ländern adaptiert und wird in über 18 Ländern ausgestrahlt. Unter anderem lief 2014 eine Adaption beim US-amerikanischen Fernsehsender FOX unter dem Titel Red Band Society. Dort wurde die Serie allerdings wegen niedriger Einschaltquoten nach nur 13 bestellten Folgen wieder eingestellt. Erfolgreich bei Kritikern, Jurys und den Fernsehzuschauern war die italienische Adaption Braccialetti Rossi, von der bis Dezember 2015 bereits drei Staffeln für RAI 1 gedreht wurden.

### Vorproduktion
Anfang 2015 beauftragte der Sender VOX die Kölner Produktionsfirma Bantry Bay mit der Produktion der ersten Staffel. Club der roten Bänder ist die erste Drama-Serie des Senders für die Hauptsendezeit. Nach Einfach unzertrennlich ist Club der roten Bänder die zweite eigenproduzierte fiktionale Fernsehserie des Senders. Die Drehbücher der ersten Staffel wurden geschrieben von Arne Nolting und Jan Martin Scharf.
Für die Serie entwickelte VOX aus der Schriftart Helvetica Light & Bold die eigene Schrift Helveticlub. Diese Schrift wird unter anderem im Logo der Serie verwendet.
Die Drehbücher zur zweiten Staffel wurden im Gegensatz zur ersten Staffel nicht adaptiert, sondern erstmals vollständig von Arne Nolting und Jan Martin Scharf neu entwickelt. Auch die Drehbücher der dritten Staffel werden von Nolting und Scharf geschrieben. Zudem wirkten Felix Binder und Marc O. Seng erstmals an den Drehbüchern mit.

### Dreharbeiten
Von Juni bis Oktober 2015 wurde die erste Staffel der Serie im Bürokomplex an der Mittelstraße 11 bis 13 in Monheim am Rhein gedreht. Eine komplette Büro-Etage wurde in das fiktive Albertus-Klinikum umgebaut: mit OP-Saal, Krankenzimmern, einem Spiel-/Unterrichtszimmer, Fluren und Korridoren sowie einem Aufzug, an dem nur die Anzeigen funktionieren. Im Dachgeschoss gibt es außerdem noch einen verglasten Fitnessraum. Zusätzlich wurde im Evangelischen Krankenhaus in Köln-Kalk, am Strand in Köln-Rodenkirchen sowie im Müngersdorfer Schwimmbad gedreht.
Die Dreharbeiten zur zweiten Staffel fanden von Mai bis September 2016 statt. Gedreht wurde wieder in Monheim am Rhein und im Kölner Umland. Außerdem wurde für das Staffelfinale auf der Insel Texel gedreht.
Von Mai bis September 2017 wurde erneut in Monheim am Rhein und erstmals in Königswinter die dritte Staffel gedreht.
Während die ersten beiden Staffeln unter der Regie von Richard Huber, Felix Binder, Andreas Menck und Sabine Bernardi gedreht worden sind, wurden die Folgen für die dritte Staffel unter Regie von Felix Binder, Sabine Bernardi und erstmals unter Jan Martin Scharf produziert.

## Ausstrahlung und Episodenliste
Am 7. September 2015 wurde bekannt, dass die Serie ab dem 9. November 2015 immer montags um 20:15 Uhr in Doppelfolgen auf VOX zu sehen ist. Die erste Episode wurde von 2,36 Millionen Menschen gesehen. Gegenüber den Werten von der US-amerikanischen Serie Chicago Fire, die eine Woche vorher am Montagabend lief, konnte VOX damit binnen einer Woche fast eine ganze Million Zuschauer dazu gewinnen. Die erste Staffel endete am 7. Dezember 2015 mit 2,71 Millionen Zuschauern.
Der Sender VOX bestätigte am 30. November 2015 den Auftrag für eine zweite Staffel an die Produktionsfirma Bantry Bay. Diese soll im Spätherbst 2016 ausgestrahlt werden. Die Entscheidung wurde aufgrund der hohen Einschaltquoten getroffen, welche die durchschnittlichen Marktanteile des Senders bei einzelnen Episoden um das Doppelte übertrafen.
Am 25. August 2016 gab der Sender VOX bekannt, dass die Erstausstrahlung der zweiten Staffel ab dem 7. November 2016 auf dem gleichen Sendeplatz und im gleichen Senderhythmus, wie in der ersten Staffel, gesendet wird. Der Staffelauftakt wurde von 2,97 Millionen Menschen gesehen. Das Staffelfinale wurde von insgesamt 3,23 Millionen Zuschauer verfolgt.
Anfang Dezember 2016 verlängerte VOX die Serie um eine dritte und zugleich letzte Staffel; deren Ausstrahlung erfolgte vom 13. November 2017 bis 11. Dezember 2017.

### Video-on-Demand
Alle Folgen sind jeweils nach der TV-Ausstrahlung sieben Tage lang kostenfrei auf TVNOW verfügbar. Anschließend sind sie kostenpflichtig buchbar. Des Weiteren können alle bisherigen Folgen auf Amazon Video und im iTunes Store gestreamt werden.

### Dokumentationen
Am 14. Dezember 2015 wurde die zweistündige Dokumentation Club der roten Bänder – Eine Geschichte bewegt die Welt ausgestrahlt. Diese zeigte viele Interviews, unter anderem mit Albert Espinosa, und Eindrücke von den Dreharbeiten. Die Dokumentation wurde von 1,79 Millionen Zuschauern gesehen – weniger als die Serie selbst. Mit 5,7 Prozent erzielte sie dennoch einen beachtlichen Marktanteil. In der werberelevanten Zielgruppe wurde einmal mehr ein zweistelliger Wert von 10,4 Prozent bei 1,15 Millionen Fernsehzuschauern verzeichnet.
Am 12. Dezember 2016 wurde eine weitere zweistündige Dokumentation mit dem Titel Club der roten Bänder – Die Geschichte lebt weiter! ausgestrahlt. Sie zeigt Making-of-Material aus der Produktion der zweiten Staffel und weitere Interviews, unter anderem mit Albert Espinosa und den Protagonisten. Außerdem wird die Reise der Hauptdarsteller zu den letzten Drehtagen der Staffel auf der Insel Texel gezeigt. Darüber hinaus sind Kinder und Jugendliche in der Dokumentation zu sehen, die gegen Leukämie, Magersucht, Lungenkrebs und weitere Krankheiten kämpfen. Sie berichten von ihrem Alltag, ihren Rückschlägen und persönlichen Glücksmomenten. Die Dokumentation sahen insgesamt 1,59 Millionen, davon waren 1,05 Millionen im werberelevanten Alter. Somit erzielte die Doku sehr gute 9,7 Prozent Marktanteil bei den 14- bis 49-Jährigen, jedoch insgesamt nur fünf Prozent.
Während der Ausstrahlung der dritten Staffel wird seit dem 13. November 2017 eine fünfteilige Begleitdokumentation mit dem Titel Wir sind unbesiegbar! um 22:10 Uhr ausgestrahlt. In den jeweils einstündigen Folgen gibt es Making-ofs der Serie und Porträts der Darsteller zu sehen. Außerdem werden auch Themen aus den Episoden beleuchtet. In der Doku wird ebenfalls Serienschöpfer Espinosa in seiner Heimat Barcelona sowie bei den Dreharbeiten zur dritten Staffel begleitet.
Die erste Folge sahen insgesamt 1,26 Millionen, davon waren 0,75 Millionen im werberelevanten Alter der 14- bis 49-Jährigen. Somit erzielte die Doku sehr gute 9,6 Prozent Marktanteil bei den 14- bis 49-Jährigen, jedoch insgesamt nur 5,4 Prozent.

## Kinofilm
Am 14. Februar 2019 startete der Kinofilm Club der roten Bänder – Wie alles begann im Verleih der Universum Film und produziert von Bantry Bay Productions. Er erzählt als Prequel die Vorgeschichte der Serie.
Als Regisseur fungierte Felix Binder, der bereits zehn Folgen der Originalserie inszenierte. Das Drehbuch schrieben Arne Nolting und Jan Martin Scharf, die ebenfalls für die Drehbücher zur Originalserie verantwortlich waren. Die gesamte Hauptbesetzung der Originalserie bestehend aus Tim Oliver Schultz, Luise Befort, Nick Julius Schuck, Damian Hardung, Ivo Kortlang und Timur Bartels wirkt auch im Kinofilm mit.
Die Film- und Medienstiftung NRW förderte die Produktion mit einer Million Euro.

## Rezeption

### Kritik
Die Kritiken sind hauptsächlich positiv.

„Dem deutschen Fernsehen fehlt so eine Serie. Auch die Umsetzung lässt wenig zu wünschen übrig.“

„Hier wird nichts beschönigt, niemand in Watte gepackt. Die Serie ist ein Musterbeispiel dafür, wie man schwere Stoffe federleicht erzählt. Wie man unterhält, ohne weichzuspülen. Wie man von schlimmen Schicksalen erzählt, ohne rührselig zu werden.“

„Unsentimental, gelegentlich witzig, voller Galgenhumor und ohne die Nöte Heranwachsender zu verraten, bringt ‚Club der roten Bänder‘ tatsächlich eine gänzlich neue Farbe in die Serienlandschaft des deutschen Fernsehens.“

Jedoch schreibt Phillip Küpperbusch im Onlinemagazin Vice.com:

„VOX versucht hier wirklich, Quote mit fiktional todkranken Kindern zu machen und verklärt Krebs, Essstörungen, Autismus, komatöse Kinder und schwere Herzprobleme zu einer romantischen Unterhaltungsscheiße. […] Der Krankenhausalltag von schwerkranken Patienten, die Probleme im Alltag, die sozialen Schwierigkeiten in den verschiedenen Familien und mit Freunden werden bestenfalls am Rande realitätsnah dargestellt.“

Laut Albert Espinosa ist die deutsche Version bzw. Adaption der katalanischen Serie Polseres vermelles die beste weltweit.

### Einschaltquoten
Die höchste Einschaltquote beim Gesamtpublikum (3,23 Millionen Zuschauer und 10,3 Prozent) erreichte Vox mit der Ausstrahlung des Staffelfinales der zweiten Staffel (Die Reise) am 5. Dezember 2016. Die niedrigste Einschaltquote beim Gesamtpublikum (2 Millionen Zuschauer und 6,2 Prozent) wurde am 4. Dezember 2017 gemessen. Es lief die siebte Episode der dritten Staffel mit dem Titel Loslassen.
Als das Staffelfinale der zweiten Staffel ausgestrahlt wurde, wurde in der Zielgruppe der 14- bis 49-Jährigen der höchste Marktanteil mit einem Wert von 18,8 Prozent gemessen.
| Folge | Datum         | Zuschauer | Zuschauer       | Zuschauer       | Marktanteil | Marktanteil     | Marktanteil     | Quelle               |
| Folge | Datum         | Gesamt    | 14 bis 49 Jahre | 14 bis 59 Jahre | Gesamt      | 14 bis 49 Jahre | 14 bis 59 Jahre | Quelle               |
| ----- | ------------- | --------- | --------------- | --------------- | ----------- | --------------- | --------------- | -------------------- |
| 1x01  | 9. Nov. 2015  | 2,36 Mio. | 1,44 Mio.       | 1,90 Mio.       | 7,3 %       | 12,8 %          | 10,8 %          | [ 36 ]               |
| 1x02  | 9. Nov. 2015  | 2,46 Mio. | 1,61 Mio.       | 2,05 Mio.       | 7,6 %       | 13,8 %          | 11,4 %          | [ 36 ]               |
| 1x03  | 16. Nov. 2015 | 2,53 Mio. | 1,66 Mio.       | 2,15 Mio.       | 7,5 %       | 14,0 %          | 11,6 %          | [ 37 ]               |
| 1x04  | 16. Nov. 2015 | 2,65 Mio. | 1,75 Mio.       | 2,22 Mio.       | 8,2 %       | 14,7 %          | 12,2 %          | [ 37 ]               |
| 1x05  | 23. Nov. 2015 | 2,30 Mio. | 1,51 Mio.       | 1,92 Mio.       | 6,9 %       | 12,8 %          | 10,5 %          | [ 38 ]               |
| 1x06  | 23. Nov. 2015 | 2,31 Mio. | 1,53 Mio.       | 1,93 Mio.       | 7,1 %       | 12,9 %          | 10,6 %          | [ 38 ]               |
| 1x07  | 30. Nov. 2015 | 2,40 Mio. | 1,54 Mio.       | 1,99 Mio.       | 7,4 %       | 13,6 %          | 11,4 %          | [ 39 ]               |
| 1x08  | 30. Nov. 2015 | 2,60 Mio. | 1,67 Mio.       | 2,13 Mio.       | 8,1 %       | 14,3 %          | 11,9 %          | [ 39 ]               |
| 1x09  | 7. Dez. 2015  | 2,54 Mio. | 1,63 Mio.       | 2,09 Mio.       | 7,6 %       | 13,5 %          | 11,3 %          | [ 40 ]               |
| 1x10  | 7. Dez. 2015  | 2,71 Mio. | 1,83 Mio.       | 2,30 Mio.       | 8,4 %       | 15,4 %          | 12,6 %          | [ 40 ]               |
| 2x01  | 7. Nov. 2016  | 2,97 Mio. | 1,84 Mio.       | 2,45 Mio.       | 8,8 %       | 15,7 %          | 13,2 %          | [ 41 ]               |
| 2x02  | 7. Nov. 2016  | 3,03 Mio. | 1,87 Mio.       | 2,45 Mio.       | 9,3 %       | 15,8 %          | 13,3 %          | [ 41 ]               |
| 2x03  | 14. Nov. 2016 | 2,71 Mio. | 1,76 Mio.       | 2,23 Mio.       | 8,0 %       | 14,6 %          | 12,0 %          | [ 42 ]               |
| 2x04  | 14. Nov. 2016 | 2,88 Mio. | 1,92 Mio.       | 2,43 Mio.       | 8,8 %       | 16,1 %          | 13,3 %          | [ 42 ]               |
| 2x05  | 21. Nov. 2016 | 2,72 Mio. | 1,85 Mio.       | 2,28 Mio.       | 8,3 %       | 16,4 %          | 12,8 %          | [ 43 ] [ 44 ]        |
| 2x06  | 21. Nov. 2016 | 2,94 Mio. | 2,04 Mio.       | 2,50 Mio.       | 9,2 %       | 18,0 %          | 14,2 %          | [ 43 ] [ 44 ]        |
| 2x07  | 28. Nov. 2016 | 2,81 Mio. | 1,82 Mio.       | 2,26 Mio.       | 8,4 %       | 16,2 %          | 12,6 %          | [ 45 ]               |
| 2x08  | 28. Nov. 2016 | 2,99 Mio. | 1,96 Mio.       | 2,44 Mio.       | 9,4 %       | 17,5 %          | 14,0 %          | [ 45 ]               |
| 2x09  | 5. Dez. 2016  | 2,93 Mio. | 1,87 Mio.       | 2,37 Mio.       | 9,0 %       | 16,8 %          | 13,6 %          | [ 22 ]               |
| 2x10  | 5. Dez. 2016  | 3,23 Mio. | 2,11 Mio.       | 2,69 Mio.       | 10,3 %      | 18,8 %          | 15,5 %          | [ 22 ]               |
| 3x01  | 13. Nov. 2017 | 2,37 Mio. | 1,52 Mio.       | 1,95 Mio.       | 7,2 %       | 14,0 %          | 11,0 %          | [ 46 ] [ 47 ]        |
| 3x02  | 13. Nov. 2017 | 2,46 Mio. | 1,55 Mio.       | 2,01 Mio.       | 7,8 %       | 14,8 %          | 11,8 %          | [ 46 ] [ 47 ]        |
| 3x03  | 20. Nov. 2017 | 2,09 Mio. | 1,29 Mio.       | −               | 6,3 %       | 12,5 %          | −               | [ 48 ]               |
| 3x04  | 20. Nov. 2017 | 2,25 Mio. | 1,46 Mio.       | −               | 7,2 %       | 14,4 %          | −               | [ 48 ]               |
| 3x05  | 27. Nov. 2017 | 2,08 Mio. | 1,35 Mio.       | −               | 6,4 %       | 12,7 %          | −               | [ 49 ] [ 50 ]        |
| 3x06  | 27. Nov. 2017 | 2,14 Mio. | 1,40 Mio.       | −               | 6,8 %       | 13,0 %          | −               | [ 49 ]               |
| 3x07  | 4. Dez. 2017  | 2,00 Mio. | 1,32 Mio.       | −               | 6,2 %       | 12,9 %          | −               | [ 51 ]               |
| 3x08  | 4. Dez. 2017  | 2,19 Mio. | 1,42 Mio.       | −               | 7,1 %       | 14,2 %          | −               | [ 51 ]               |
| 3x09  | 11. Dez. 2017 | 2,47 Mio. | 1,46 Mio.       | −               | 7,8 %       | 14,8 %          | −               | [ 52 ] [ 53 ] [ 54 ] |
| 3x10  | 11. Dez. 2017 | 2,57 Mio. | 1,55 Mio.       | −               | 8,5 %       | 15,9 %          | −               | [ 52 ] [ 53 ]        |

Anmerkungen:
1. ↑  Fettgedruckt: höchster Zuschauerwert in dieser Kategorie. Kursiv fettgedruckt: niedrigster Zuschauerwert in dieser Kategorie
2. ↑  Fettgedruckt: höchster Marktanteilwert in dieser Kategorie. Kursiv fettgedruckt: niedrigster Zuschauerwert in dieser Kategorie

Im Durchschnitt verfolgten 2,92 Millionen (9,0 Prozent) des Gesamtpublikums die zweite Staffel der Serie auf VOX. In der Zielgruppe der 14- bis 49-Jährigen wurde im Durchschnitt 1,90 Millionen gemessen und dies führte zu einem Marktanteil von 16,6 Prozent. Im Vergleich mit der ersten Staffel wird deutlich, dass die Einschaltquoten in der zweiten Staffel gestiegen sind. Die erste Staffel wurde im Durchschnitt von nur 2,52 Millionen (7,7 Prozent) gesehen. In der Messung für die Zielgruppe der 14- bis 49-Jährigen wurde ein Durchschnitt von 1,62 Millionen bzw. 13,9 Prozent ermittelt.
Die dritte Staffel verfolgten im Durchschnitt nur noch 2,37 Millionen Zuschauer des Gesamtpublikums, was ein Marktanteil von 7,4 Prozent entspricht. In der Zielgruppe der 14- bis 49-Jährigen wurde im Durchschnitt nur noch 1,51 Millionen gemessen und dies führte zu einem Marktanteil von 14,4 Prozent. Trotz stark gesunkenen Einschaltquoten waren die Werte der dritten Staffel sehr zufriedenstellend für den Sender VOX, da zum Beispiel der Marktanteil von 14,4 Prozent knapp dem Doppelten des Senderschnitts entspricht.

### Auszeichnungen
Die Serie gewann bisher insgesamt 15 nationale und internationale Preise sowie weitere Nominierungen, die im Folgenden aufgelistet sind:
- Audi Generation Award
  - 2016: Auszeichnung in der Kategorie Medien
- Bayerischer Fernsehpreis
  - 2016: Auszeichnung für Richard Huber als Regisseur
  - 2016: Auszeichnung für Bantry Bay Productions, Gerda Müller und Jan Kromschröder als Produzenten
- Deutscher Fernsehpreis
  - 2016: Auszeichnung in der Kategorie Beste Serie
  - 2016: Nominierung in der Kategorie Beste Musik für Jens Oettrich
  - 2017: Auszeichnung in der Kategorie Beste Serie
  - 2017: Nominierung in der Kategorie Bestes Buch für Arne Nolting und Jan Martin Scharf
- Deutscher Regiepreis Metropolis
  - 2016: Nominierung in der Kategorie Beste Regie TV-Serie/Serienfolge für die zweite Episode der ersten Staffel unter der Regie von Richard Huber
  - 2016: Nominierung in der Kategorie Beste Regie TV-Serie/Serienfolge für die achte Episode der ersten Staffel unter der Regie von Sabine Bernardi
- Deutscher Schauspielerpreis
  - 2016: Auszeichnung in der Kategorie Bestes Ensemble
- International Emmy Kids Awards
  - 2017: Auszeichnung in der Kategorie Series
- Internationale Eyes & Ears Awards
  - 2016: 1. Preis in der Kategorie Beste typografische Gestaltung
  - 2016: 1. Preis in der Kategorie Beste On-Air-Programm-Kampagne: Fiction Eigenproduktion
  - 2017: 1. Preis in der Kategorie Beste(r) Social Spot bzw. Kampagne
  - 2017: 2. Preis in der Kategorie Beste On-Air-Programm-Kampagne: Fiction Eigenproduktion
  - 2018: 2. Preis in der Kategorie Bestes Special Marketing
- Grimme-Preis
  - 2016: Auszeichnung in der Kategorie Kinder & Jugend
- Jupiter-Award
  - 2016: Auszeichnung in der Kategorie Beste TV-Serie national
  - 2017: Auszeichnung in der Kategorie Beste TV-Serie national
- New Faces Award Film
  - 2016: Sonderpreis
- Quotenmeter-Fernsehpreis
  - 2016: Auszeichnung für Luise Befort in der Kategorie Beste Nebendarstellerin einer Serie oder Reihe
  - 2017: Nominierung in der Kategorie Beste Serie oder Reihe
  - 2017: Nominierung für Luise Befort in der Kategorie Beste Nebendarstellerin einer Serie oder Reihe
- Robert-Geisendörfer-Preis
  - 2016: Auszeichnung in der Kategorie Kinderfernsehpreis
- Rose d’Or
  - 2017: Nominierung in der Kategorie Children & Youth
- Schauspieler-Fernsehpreis
  - 2016: Nominierung in der Kategorie Bester Nachwuchsdarsteller für Damian Hardung
  - 2017: Nominierung in der Kategorie Bester Nachwuchsdarsteller für Ivo Kortlang

## Merchandising

### Buch
Zum Serienstart von Club der roten Bänder wurde Albert Espinosas Bestseller Glücksgeheimnisse aus der gelben Welt, auf dem die Serie beruht, nun noch einmal unter dem Serientitel und mit neuem Buchcover veröffentlicht. Das Buch Club der roten Bänder – Glaube an deine Träume und sie werden wahr erschien am 19. Oktober 2015 im Goldmann Verlag.

### Musikalben
Beim Label i2i Musikproduktion wurde das Album Club der roten Bänder – Die Originalmusik aus der VOX-Serie am 19. November 2015 veröffentlicht. Es enthält 21 Kompositionen, die der Musiker Jens Oettrich exklusiv für die Serie komponierte. Ein Jahr später am 17. November 2016 wurden 24 weitere Kompositionen von Jens Oettrich veröffentlicht. Der Albumtitel lautet Club der roten Bänder: Staffel 2 – Die Originalmusik aus der VOX-Serie. Am 20. November 2017 erschien unter dem Albumtitel Club der roten Bänder: Die finale Staffel – Die Originalmusik aus der VOX-Serie 64 Kompositionen von Jens Oettrich.
Unter dem Albumtitel Club der roten Bänder – Staffel 01 erschien ein Monat vor dem Ausstrahlungsstart der zweiten Staffel am 7. Oktober 2016 ein Compilation-Soundtrack zur Produktion bei PolyStar. Das Album beinhaltet neben MS MRs „Hurricane“, dem Titelsong zur Serie, vornehmlich Musik aus den Episoden der ersten Staffel, darunter Songs von Ingrid Michaelson, Mando Diao, Aimee Mann und Ben Harper. Des Weiteren beinhaltet das Album, neben diesen achtzehn Songs, drei Kompositionen von Jens Oettrich. Während der Ausstrahlung der zweiten Staffel erschien am 25. November 2016 unter dem Titel Club der roten Bänder – Staffel 02 ein weiterer Compilation-Soundtrack mit achtzehn Songs und einer Komposition von Jens Oettrich bei PolyStar. Sie beinhaltet Musik aus den Episoden der zweiten Staffel, darunter Songs von A Great Big World, Lily Allen und Hot Chip. Am 17. November 2017 erschien unter dem Titel Club der roten Bänder – Staffel 03 ein weiterer Compilation-Soundtrack mit zwanzig Songs und einer Komposition von Jens Oettrich bei PolyStar. Diesmal beinhaltet es Musik aus den Episoden der dritten Staffel, darunter Songs von Norah Jones, The Killers, Die Toten Hosen und Bosse.

### DVDs und Blu-rays
Alle Staffeln der Serie wurden im Vertrieb der Universum Film GmbH auf DVD und Blu-ray Disc veröffentlicht. Die erste Staffel der Serie erschien am 29. Januar 2016, die zweite Staffel am 23. Dezember 2016 sowie die finale dritte Staffel am 22. Dezember 2017.
Ebenfalls am 23. Dezember 2016 erschien eine Collectionbox mit den zwanzig Episoden aus der ersten und zweiten Staffel. Die Komplettbox mit allen drei Staffeln erschien am 22. Dezember 2017.

### DKMS-Kampagne
Zum Start der zweiten Staffel der Serie entwickelte die Werbeagentur Wefra Life für die DKMS eine Kampagne gegen Leukämie. In Zusammenarbeit mit VOX und der Mediengruppe RTL entstanden mehrere TV-Clips, die jeweils in den Werbepausen ausgestrahlt werden. Gleichzeitig wurde die Kampagne crossmedial über Facebook, Instagram und die Homepage des Fernsehsenders begleitet. Die TV-Kampagne rief dazu auf, sich als Stammzellspender zur Behandlung von Blutkrebs zu registrieren. Des Weiteren wurde in der Serie mit der Rolle Finn Kruse erstmals das Thema Blutkrebs thematisiert.
Nach Angaben der DKMS haben sich aufgrund der Kampagne 10.000 potentielle Spender registriert, 19 hätten bereits Stammzellen gespendet.